# Lubliner Union (Gemälde)
Lubliner Union (polnisch Unia lubelska) ist ein Monumentalgemälde der Historienmalerei des polnischen Malers Jan Matejko aus dem Jahre 1869.
Das Gemälde gehört zu Matejkos Zyklus von Bildern zu wichtigen historischen Momenten Polens. Gemalt wurde das Bild zur Erinnerung zum 300. Jahrestag der Polnisch-Litauischen Union, die beim Wahl-Sejm 1569 beschlossen wurde. 1874 entschloss man sich, die Lubliner Union mit Spendengeldern für das Gebäude des Galizischen Landtags in Lemberg zu kaufen.
Die Komposition konzentriert sich auf die Zeremonie des Unionsschwures in Renaissance-Interieur im Inneren des Lubliner Schlosses. Die Lubliner Union gilt als eine der besten Arbeiten Jan Matejkos, in Anerkennung des Wertes des Bildes wurde der Maler 1870 mit dem Orden der Französischen Ehrenlegion ausgezeichnet. Während des Zweiten Weltkrieges befand sich das Bild als Beutekunst der Deutschen zusammen mit zwei anderen Werken im Dorf Hain im Riesengebirge. Zur Erinnerung an dieses Geschehen nannte sich das Dorf nach dem Krieg bis 1946 Matejkowice.
Das Bild gehört dem Nationalmuseum Warschau und befindet sich in der Ausstellung des Muzeum Lubelskie im Lubliner Schloss.

## Dargestellte historische Personen auf dem Bild
- Die zentrale Figur mit dem Kreuz ist der polnische König und litauische Großfürst Sigismund II. August.
- Rechts daneben wurde der Primas Polens Jakub Uchański mit weißem Bart und weißem Gewand dargestellt.
- Mit einer Hand auf der Bibel, mit der anderen eine versiegelte Schriftrolle mit dem Text des Vereinigungsaktes haltend, kniet der Krakauer Kastellan Marcin Zborowski. In Wahrheit lebte dieser schon vier Jahre nicht mehr, war aber ein starker Befürworter einer Polnisch-Litauischen Union und taucht daher auf dem Gemälde auf.
- Hinter dem Primas stehend verliest der Krakauer Bischof Filip Padniewski den Inhalt des Eides.
- Mit dem Schwert in der Hand kniet Mikołaj Radziwiłł, genannt der Rote, als einziger litauische Senator, der nicht mit einer Unterschrift unter dem Dokument zugestimmt hat. Das gezogene Schwert symbolisiert eine Drohgebärde gegen den König und die Union.
- Genauso kniet auch Mikołaj Mielecki in Uniform mit dem Hetmansstab in der rechten Hand. In Wirklichkeit erhielt er das Amt eines Hetmans der großen Krone erst 1578.
- Links vom König im Vordergrund erhebt sich der Bischof von Vilnius Walerian Protasewicz von seinem Sessel. Aufgrund seines Gesundheitszustands und seines vorgerückten Alters war er nicht in Lublin anwesend. Der ihn stützende Jan Łaski war ebenfalls nicht in Lublin, denn er starb bereits 1560.
- Im roten Kardinalsgewand sitzt Stanisław Hozjusz auf einem Sessel, auf den sich der Wojewode Posens Łukasz III Górka stützt, der gar nicht in Lublin dabei war. Matejko platziert ihn aber auf dem Gemälde, um die Größe des Reiches Großpolen zu symbolisieren.
- Mit dem Marschallsstab porträtiert wurde der Marschall der großen Krone Jan Firlej.
- Ganz oben links mit zum Schwur erhobener Hand steht der preußische Prinz Albrecht Friedrich von Hohenzollern.
- Auf der rechten Seite des Bildes steht die Schwester des Königs, Anna Jagiellonka, die zwar nicht in Lublin dabei war, aber mit ihrem Auftauchen im Gemälde und ihrem gekrönten Haupt die Kontinuität der dynastischen Politik der Jagiellonen symbolisiert. Für ihr Abbild orientiert sich Matejko am Porträt der Königin in Krönungsornat, das in der Wawel-Kathedrale aufbewahrt wird.
- Rechts fast am Bildrand schwarz gekleidet und mit weißem Bart steht Andrzej Frycz Modrzewski, der Autor des Werkes Die Verbesserung der Republik. Modrzewski umfasst auf dem Bild einen Bauern, was die verbreitete Idee der Gleichheit an Rechten für Bauern, Bürger und Adlige symbolisieren soll.
- Das Banner mit dem Erzengel Michael, dem Wappen der Russen, hält der spätere Kastellan der Prinz von Brazlaw Michał Wiśniowiecki (gest. 1616) in der Hand. Dieser symbolisiert den Boden, der zu der Zeit zur Krone Sigmunds II August gehörte. Mit dem Prinzen begann eine große Zeit des Glückes und der Macht für die Linie der Wiśniowiecki im Osten.
- Neben dem Prinzen steht der Wojewode Bracławs (1566–1571) und Hetman der litauischen Felder (1567–1571) Prinz Roman Sanguszko. Matejko bezog sich damit auf zukünftige Erfolge der polnischen Armee der polnisch-litauische königlichen Republik im 17. Jahrhundert, deren Symbol die Flügelhusaren waren.